# Chrám Archanděla Michaela z Gorodce
Chrám Archanděla Michaela z Gorodce (rusky Церковь Михаила Архангела с Городца) je pravoslavný chrám z 14. století v ruském Pskově. V rámci chrámů pskovské architektonické školy byl roku 2019 zapsán na seznam světového dědictví UNESCO.

## Historie
Nápisy na dlažbě uvádí datum založení 1339, stejně jako data významných přestaveb v letech 1613 a 1696. Chrám vznikl v jedné ze čtyř tehdejších čtvrtí Pskova, opevněném Gorodci (odtud název). Stál původně na tržišti, ke kterému se sbíhaly důležité ulice, byl tak jedním ze středobodů Pskova.
Během historie byl chrám několikrát přestavěn, k největším zásahům došlo na konci 18. století.
Po nástupu bolševiků k moci nebyl jako jeden z mála chrámů ve městě uzavřen, od roku 1929 se tak stal hlavním pravoslavným chrámem Pskova. V roce 1936 byl ovšem také zrušen a předán muzeu, aby byl záhy znovu otevřen během německé okupace. V letech 1946-48 proběhla rekonstrukce, během které byly odstraněny přístavby z 19. století.
V roce 1960 získal památkovou ochranu a roku 1995 byl navrácen ruské pravoslavné církvi.

## Galerie

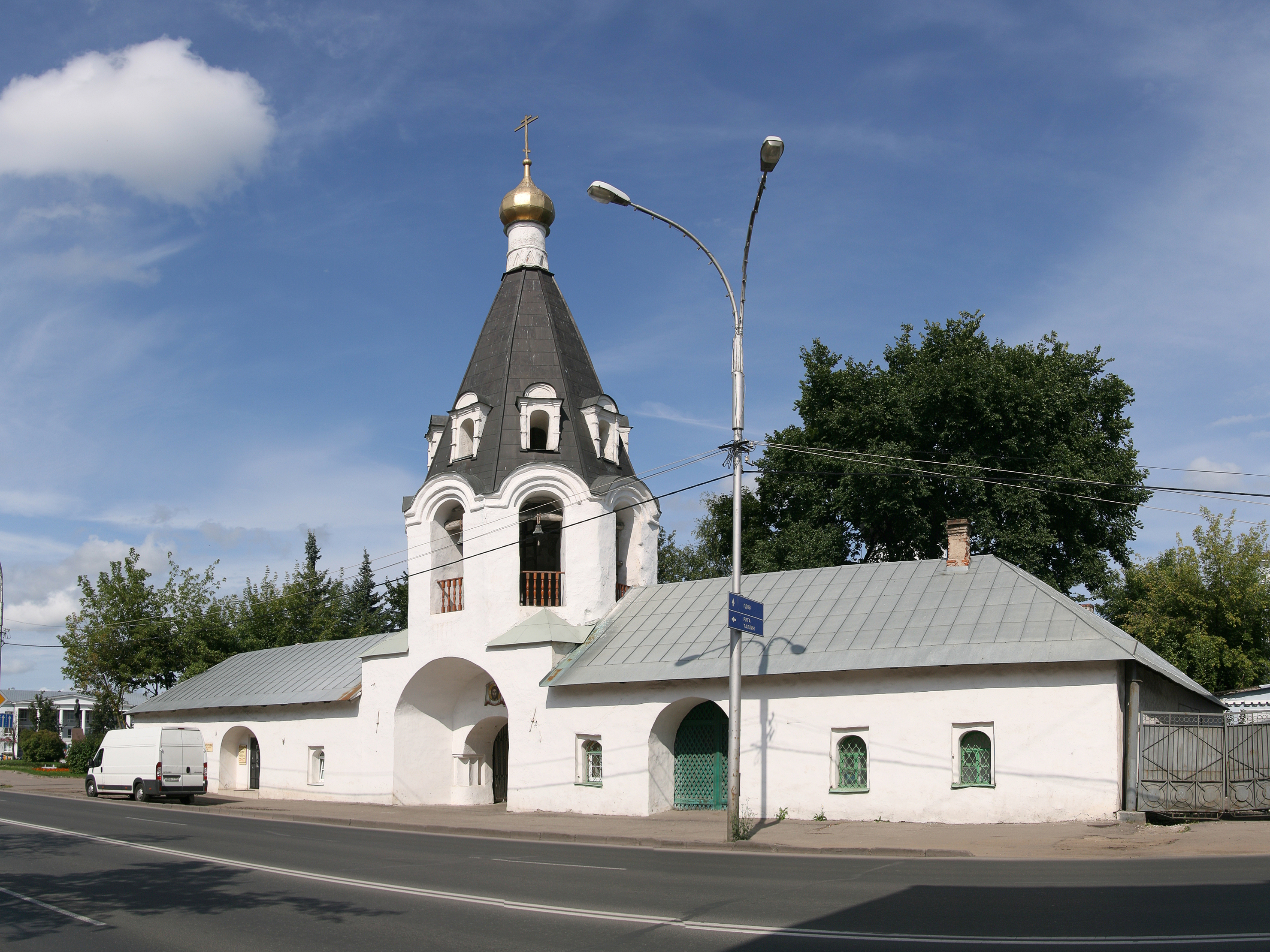
zvonice
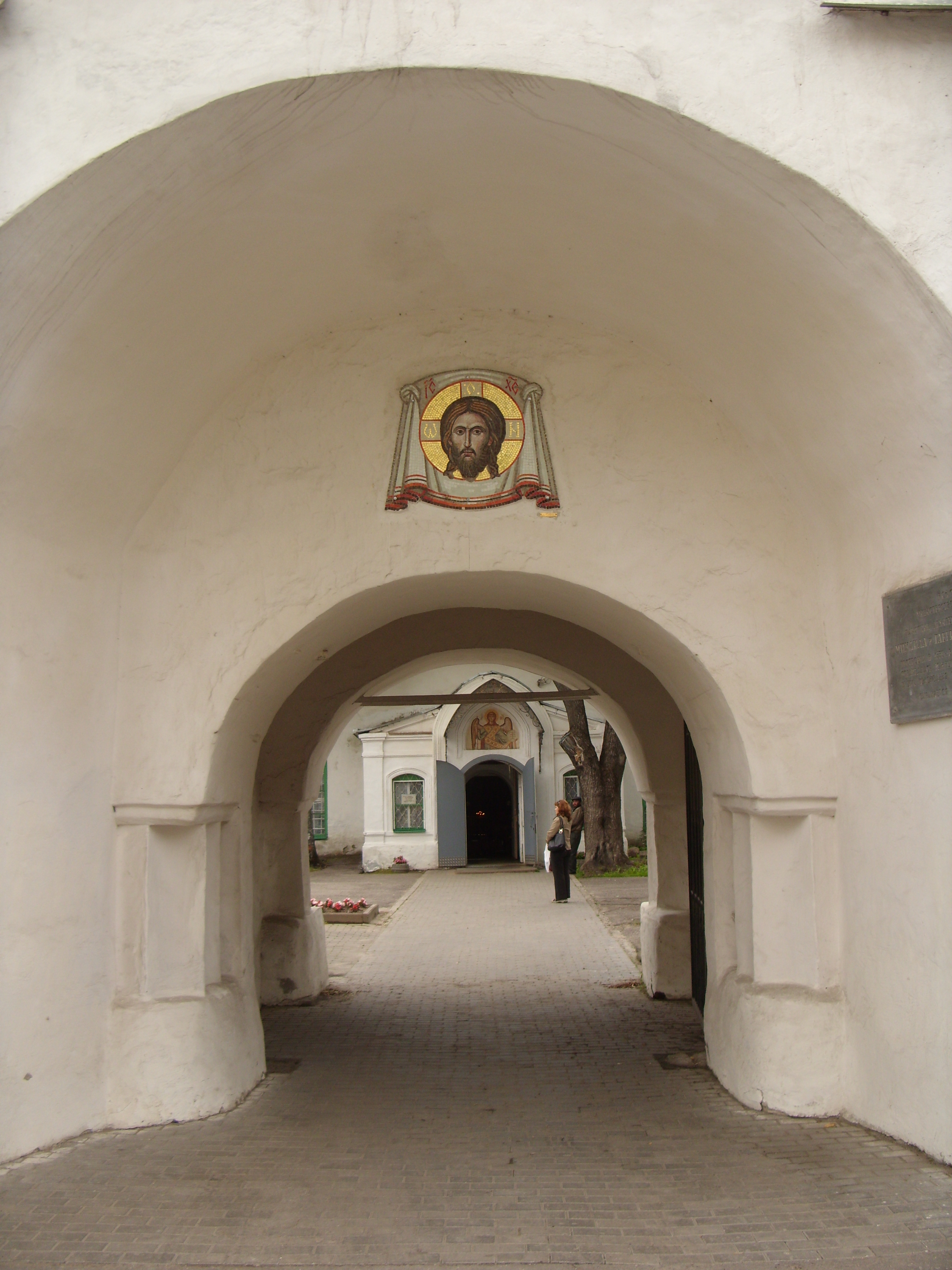
brána pod zvonicí
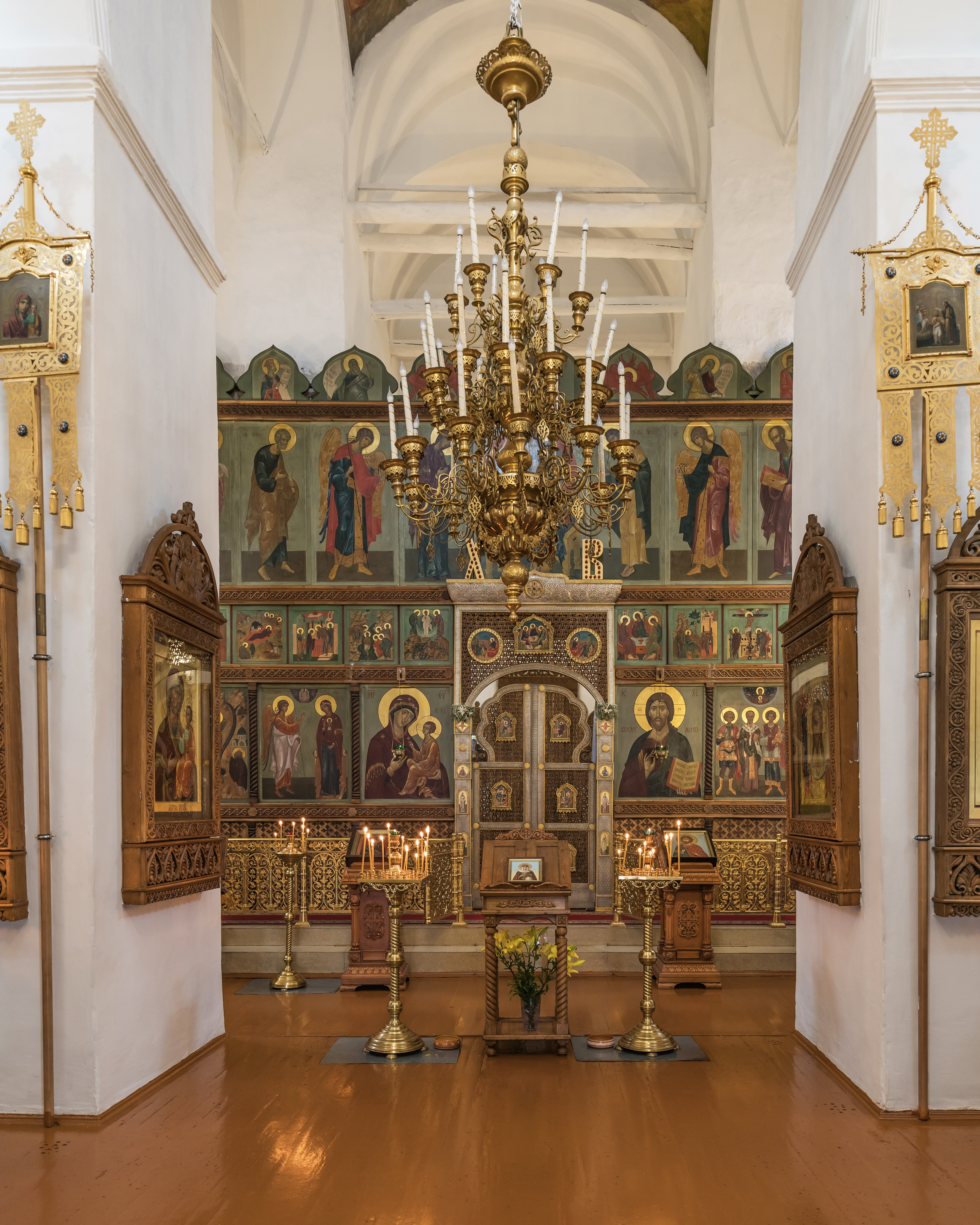
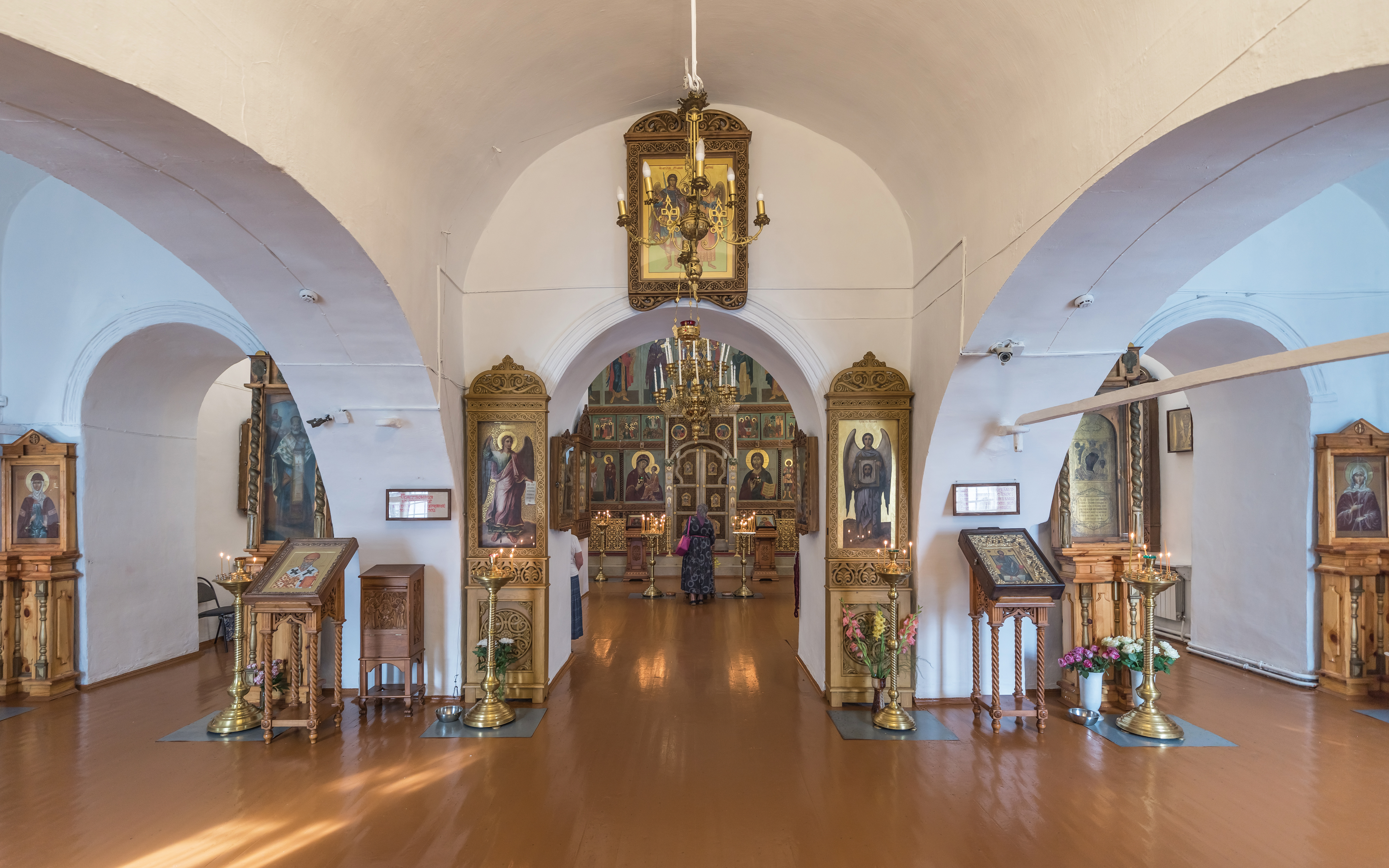
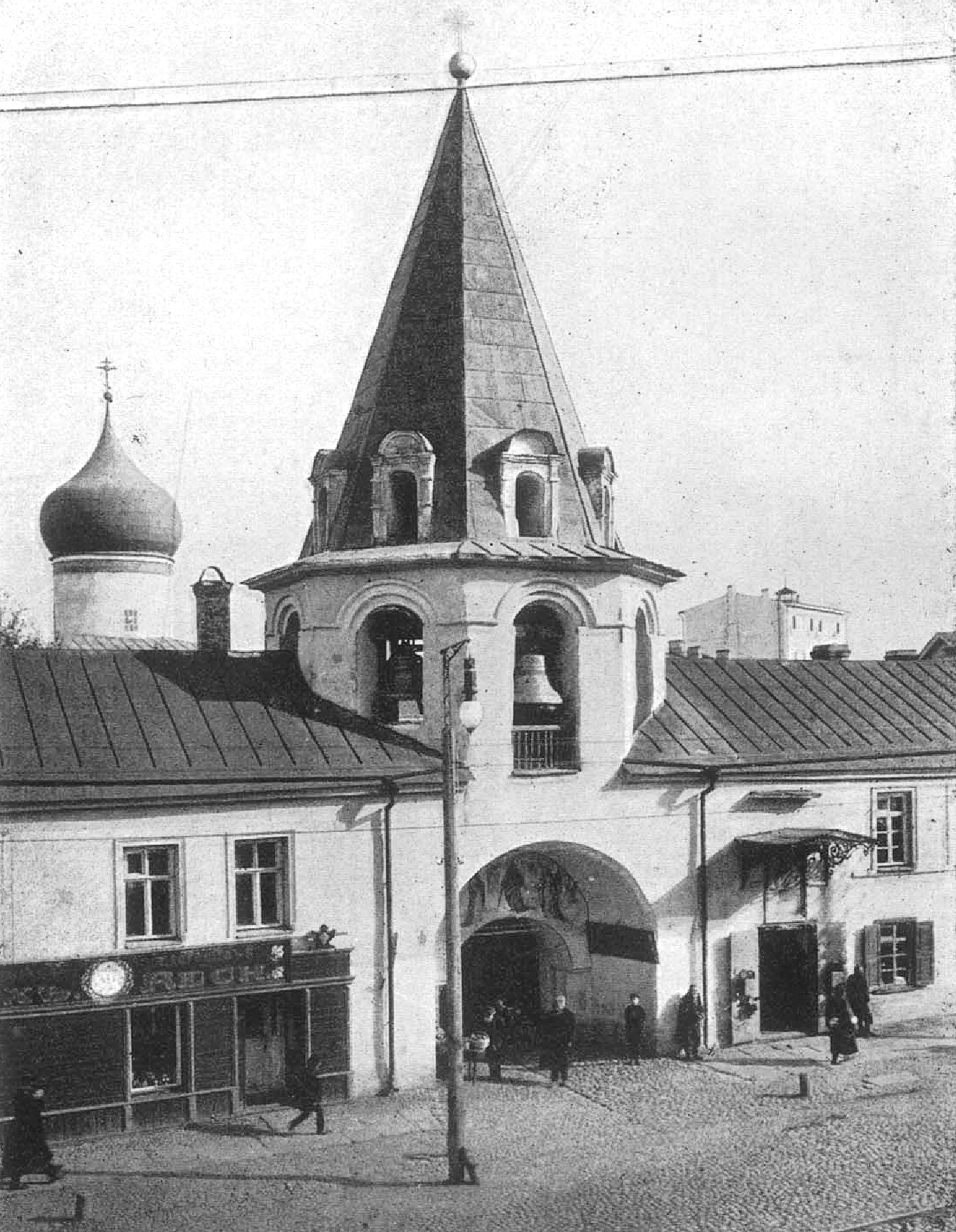
na počátku 20. století